# والت وايس
والت وايس (بالإنجليزية: Walt Weiss)‏ هو لاعب كرة قاعدة أمريكي، ولد في 28 نوفمبر 1963 في Tuxedo, New York ‏ في الولايات المتحدة.

## وصلات خارجية
- والت وايس على موقع دوري كرة القاعدة الرئيسي (الإنجليزية)
- والت وايس على موقعبيزبول رفرنس.كوم (الدوري الرئيسي) (الإنجليزية)
- والت وايس على موقعبيزبول رفرنس.كوم (الدوري الثانوي) (الإنجليزية)
- والت وايس على موقع إي إس بي إن.كوم (أم.أل.بي) (الإنجليزية)
- والت وايس على موقع مشجعي الرسوم البيانية (الإنجليزية)